# Felix Lian Khen Thang
Felix Lian Khen Thang (sinh 1959) là một Giám mục người Myanmar của Giáo hội Công giáo Rôma. Ông hiện đảm nhận vai trò Giám mục chính tòa Giáo phận Kalay và Chủ tịch Hội đồng Giám mục Myanmar. Trước đó, Giám mục này cũng từng đảm nhiệm vai trò Giám mục Phụ tá Giáo phận Hakha.

## Tiểu sử
Giám mục Felix Lian Khen Thang sinh ngày 25 tháng 12 năm 1959, tại Gam Ngai, thuộc Myanmar. Sau quá trình tu học dài hạn tại các chủng viện thoe quy định của Giáo luật, ngày 23 tháng 2 năm 1990, Phó tế Thang, 31 tuổi, tiến đến việc được truyền chức linh mục. Tân linh mục là thành viên linh mục đoàn Tổng giáo phận Mandalay. Hai năm sau khi được truyền chức, linh mục Thang chuyển sang Giáo phận Hakha, vào ngày 21 tháng 11 năm 1992.
Sau hơn 15 năm thi hành các công việc mục vụ trên cương vị là một linh mục, ngày 3 tháng 3 năm 2006, tin tức từ Tòa Thánh loan báo việc Giáo hoàng đã xác nhận tuyển chọn linh mục Felix Lian Khen Thang, 47 tuổi, gia nhập Giám mục đoàn Công giáo, với vị trí được trao phó Giám mục Phụ tá Giáo phận Hakha và danh hiệu Giám mục Hiệu tòa Fesseë. Lễ tấn phong cho vị giám mục tân cử được tổ chức sau đó vào ngàyy 6 tháng 5 cùng năm, với phần nghi thức truyền chức chính yếu được cử hành cách trọng thể bởi 3 giáo sĩ cấp cao. Chủ phong cho vị tân chức là Tổng giám mục Salvatore Pennacchio, Khâm sứ Tòa Thánh tại Myanmar. Hai vị còn lại, với vai trò phụ phong, gồm có Tổng giám mục Paul Zingtung Grawng, Tổng giám mục Tổng giáo phận Mandalay và Giám mục Nicholas Mang Thang, Giám mục chính tòa Giáo phận Hakha. Tân giám mục chọn cho mình châm ngôn:Freely you have received, freely give.
Bốn năm nhiệm vụ tại Hakha của Giám mục Felix Lian Khen Thang chấm dứt bằng quyết định thành lập Tân giáo phận Kalay, từ Giáo phận Hakha, và chọn Giám mục Thang làm Giám mục Tiên khởi. Quyết định tách giáo phận tân lập và chọn vị Giám mục tiên khởi được Tòa Thánh cho công bố rộng rãi vào ngày 22 tháng 5 năm 2010. Tân giám mục chính tòa đã đến nhận chức vụ mới vào ngày 29 tháng 6 cùng năm.
Ngoài các chức danh được bổ nhiệm từ phía Tòa Thánh, Giám mục Thang còn kiêm thêm nhiệm vụ CHủ tịch Hội đồng Giám mục Myanmar, từ khi được bầu chọn tháng 7 năm 2014 đến nay.